# Verrallia virginica
Verrallia virginica är en tvåvingeart som beskrevs av Banks 1915. Verrallia virginica ingår i släktet Verrallia och familjen ögonflugor.
Artens utbredningsområde är Virginia. Inga underarter finns listade i Catalogue of Life.